# Podnebje Estonije
Estonija leži na prehodu iz celinskega v oceansko podnebje. Na estonsko podnebje najbolj vpliva Atlantski ocean s Severnoatlantskim tokom. Aktivni cikloni v severnemu delu Atlantskega oceana (islandski minimum) povzročajo, da je vreme v Estoniji spremenljivo, pogosti pa so tudi močni vetrovi in nihanje temperatur. Podnebje v Estoniji je dokaj vlažno z obilnimi padavinami konec poletja. Zahodni vetrovi prinašajo vlažen zrak globoko v notranjost celine. Pozimi povzročajo toplejše vreme, poleti pa povzročajo nekoliko milejše vreme. V Estoniji prevladujejo zmerne oceanske in celinske zračne mase. Celinske zračne mase so pogostejše v drugi polovici zime, spomladi ter v prvi polovici poletja. Do vdora suhih in mrzlih polarnih zračnih mas prihaja redkeje, večinoma jeseni ter pozimi.

## Temperatura
Povprečna letna temperatura v Estoniji je 6,4 °C. Najvišjo temperaturo so izmerili leta 1992 in je znašala 35,6 °C, najnižja temperatura pa je bila izmerjena leta 1940 in je znašala −45,5 °C. Glavni razlog za razlike v temperaturah med različnimi regijami v Estoniji je Baltsko morje. Pozimi povzroča, da so obalni predeli toplejši od tistih v notranjosti države. Povprečna temperatura v januarju je od −6 °C do −7 °C v notranjosti in na vzhodu Estonije, medtem ko je na zahodu Estonije povprečna temperatura −2 °C. Najhladnejši mesec je februar. Spomladi se notranjost segreje hitreje od obalnih predelov zato so le ti hladnejši od ostalih predelov v Estoniji. Razlike v povprečni temperaturi v maju presegajo 3,5 °C. Poleti so te razlike zanemarljive. Povprečna temperatura se poleti giblje nekje med 16 °C in 17,4 °C. Najhladnejša območja so v višavjih, najtopleje pa je recimo v okolici mesta Pärnu na zahodu države. Jeseni se notranjost države ohlaja počasneje od obalnih predelov.

## Padavine
Estonija leži v vlažnem pasu, v katerem je količina padavin večja od skupnega izhlapevanja. Povprečna relativna vlažnost znaša od 80 do 83 %. Večja je pozimi, najmanjša pa maja, ko znaša 70 %. Povprečne padavine so se v letih 1991–2020 gibale od 573 do 761 milimetrov na leto in jih je bilo največ konec poletja. Letno je bilo od 102 do 127 deževnih dni. Območja z več padavinami so v višjih predelih ter v pasu 30–60 km od obale. Povprečnih padavin pa je bilo največ na zahodnih pobočjih pogorij Sakala in Haanja.

## Podnebni podatki
| Podnebni podatki za Estonija                                                                         | Podnebni podatki za Estonija | Podnebni podatki za Estonija | Podnebni podatki za Estonija | Podnebni podatki za Estonija | Podnebni podatki za Estonija | Podnebni podatki za Estonija | Podnebni podatki za Estonija | Podnebni podatki za Estonija | Podnebni podatki za Estonija | Podnebni podatki za Estonija | Podnebni podatki za Estonija | Podnebni podatki za Estonija | Podnebni podatki za Estonija |
| Mesec                                                                                                | Jan                          | Feb                          | Mar                          | Apr                          | Maj                          | Jun                          | Jul                          | Avg                          | Sep                          | Okt                          | Nov                          | Dec                          | Letno                        |
| --- | ---------------------------- | ---------------------------- | ---------------------------- | ---------------------------- | ---------------------------- | ---------------------------- | ---------------------------- | ---------------------------- | ---------------------------- | ---------------------------- | ---------------------------- | ---------------------------- | ---------------------------- |
| Povprečna dnevna temperatura °C                                                                      | —                            | —                            | —                            | —                            | —                            | —                            | —                            | —                            | —                            | —                            | —                            | −1.0                         | —                            |
| Povprečna količina padavin mm                                                                        | 49                           | 39                           | 35                           | 34                           | 42                           | 70                           | 67                           | 81                           | 58                           | 72                           | 61                           | 53                           | 661                          |
| Vir: »Temperature \|«. Estonian Weather Service (v ameriški angleščini). Pridobljeno 1. junija 2021. |                              |                              |                              |                              |                              |                              |                              |                              |                              |                              |                              |                              |                              |

## Letni časi

### Pomlad
Pomlad je običajno suha in blaga. Vreme v aprilu je lahko najbolj spremenljivo, v prvi polovici meseca so lahko včasih snežni dnevi, hkrati pa je včasih mogoče doživeti dneve, ko se temperatura dvigne nad 20 °C. Pomlad je najtoplejša na celinskem jugu Estonije in najhladnejša na obali. Maj je najtoplejši pomladanski mesec, ko pride prvo toplo obdobje, temperature pa lahko dosežejo od 20 do 30 °C. Sezona neviht se začne aprila.

### Poletje
Poletja so blaga; toplejša so na jugu in vzhodu Estonije in hladnejša na otokih. V nekaterih dneh lahko temperature dosežejo od 30 do 35 °C, vendar so običajno blizu 20 °C. Najtoplejši mesec je julij, vendar je bila rekordno najvišja temperatura zraka zabeležena avgusta, in sicer 35,6 °C. Nevihte lahko pogosto opazimo popoldan.

### Jesen
Jesen je vlažna in vetrovna. Prva polovica septembra je lahko topla. Številni cikloni pripotujejo iz Skandinavije in v Estonijo prinesejo močne padavine z nevihto. Nekatere nevihte lahko povzročijo obalne poplave in vetrove nad 35 m/s. Prvi sneg običajno zapade konec oktobra ali novembra.

### Zima
Na vzhodu Estonije je hladneje, na obalnih območjih pa topleje. Najhladnejša meseca sta januar in februar: v nekaterih nočeh je najnižja temperatura −35 °C. Rekordno najnižja je bila −43,5 °C. Cikloni prinašajo snežne nevihte. Včasih na Estonijo bolj vpliva morje, ki prinese več snega. Snežna odeja se obdrži v povprečju od 75 do 135 dni. Najdlje se obdrži na gričevju, najkrajši čas pa na otokih na vzhodu.

## Veter
Povprečna hitrost vetra je v notranjosti Estonije 4 m/s, medtem ko je ob obalnih predelih 6 m/s. Najmočnejši veter je bil leta 1969 na otoku Ruhnu, in sicer 48 m/s.